# Tóth Mónika
Tóth Mónika (Heves, 1974 –) magyar hegedűművész és -tanár.

## Élete
1981–1988 között a helyi Állami Zeneiskola tanulója, Szabó Tivadarné Éva néni növendéke.
A Liszt Ferenc Zeneművészeti Egyetem Szegedi Konzervatóriumában szerezte kitüntetéses hegedűtanári és kamaraművész diplomáját 1997-ben. S.Dobos Márta, Masopust Péter, Huszár Lajos és Meszlényi László voltak a mentorai.
1999-ben elnyerte a Soros Alapítvány és a Marco Fodella Alapítvány ösztöndíjait és régi zene specializációt tanult Milánóban, az Accademia Internazionale della Musica-ban Enrico Gatti keze alatt.
Barokk hegedű „cum laude“ mester diplomáját 2007-ben vette át a Palermóban a Vincenzo Bellini Konzervatóriumban, mint Enrico Onofri növendéke. (Il Giardino Armonico)
Tanulmányaival párhuzamosan részt vett Simon Standage, Lucy van Dael, Jaap Schrőder és Malcom Bilson mesterkurzusain.
2000-ben második helyezést ért el a "Premio Bonporti Rovereto" nemzetközi kamarazene versenyen (Estro Cromatico), 2001-ben pedig a magdeburgi "I.Telemann Wettbewerb" harmadik díjasa (Eclisse).
2000 és 2006 között tagja és második koncertmestere az Orfeo Zenekarnak Vashegyi György vezénylete alatt. Az együttessel 4 lemezt készített. 2005-ben koncertmester a MÜPA Fesztivál Színházának megnyitóján, ahol Monteverdi Orfeo operája hangzott el, Káel Csaba rendezésében. 
Rendszeresen koncertezik neves európai barokk zenekarokkal és kamarazenei formációkkal úgy, mint I Barocchisti, Ensemble Zefiro,Imaginarium Ensemble, Stella Matutina, Ensemble Castor, Accademia Bizantina, Il Giardino Armonico, Dolce e Tempesta, Europa Galante, Capella Leopoldina Graz, Barucco Wien, Neue Hofkapelle Graz, Accentus Austria, L'Eclisse, Musica Perduta.
Kamarazene művészként és koncermesterkéntneves fesztiválok résztvevője: Regensburg, Trigonale,Berlin,Stockholm,Barcelona, Leipzig, Bécs, Salzburg, Innsbruck, Mantova, Milano, Kréta, Mexico City, Jerusalem és Fesztivál Akadémia Budapest.
50 CD felvételt készített a Decca, EMI, Sony, Archiv, Naiv, Arts, Deutsche Harmonia Mundi, Chandos, Hungaroton, Symphonia,Taktus, Amadeus, RTSI, Brilliant Classics, Erato, Querstand, Panclassics, Passacalia, Arcana, Preiser Records és Virgin lemez cégekkel.
Olyan énekes szólistákkal dolgozott együtt, mint Cecilia Bartoli, Philippe Jaroussky, Julia Lezhneva, Max Cencic, Silvia Frigaro, Gemma Bertagnoli, Roberta Mameli, Franco Fagioli; karmesterekkel és hangszeres szólistákkal, mint Gustav Leonhardt, Diego Fasolis, Anderas Staier, Alfredo Bernardini, Malcolm Bilson, Enrico Onofri, Giovanni Antonini, Bahrt Kujiken, Gabriele Cassone, Elisa Citterio.
2005 és 2010 között régi zene nyári egyetemek barokk hegedű tanára Magyarországon: Tokajban, Bélapátfalván, Agárdon, majd 2011-ben megalapította a Miszla Barokk Régi Zene Akadémiát (Tolna-megye). Azóta évente kétszer szervez nemzetközi mesterkurzusokat a Nemeskéry kastélyban.
A nápolyi „Capella della Pietá de' Turchini” Régi Zene Központ által létrehozott ifjúsági barokk zenekar “I Talenti Vulcanici" mentora 2012-től.
2018/19-es tanévtől a Ljubljana-i Zeneakadémián tanít barokk hegedű társhangszert.
2019. októberében vette át a Wagner Betty díjat Hevesen.

## Díjai
- 1999-ben elnyerte a Soros Alapítvány és a Marco Fodella Alapítvány ösztöndíját, és megkezdte a régi zene specializációt Milánóban, a Civica Scuola di Musicában Enrico Gatti keze alatt. Tanulmányaival párhuzamosan részt vett Simon Standage, Lucy van Dael, Jaap Schröder és Malcom Bilson mesterkurzusain.
- 2000-ben második helyezést ért el a Premio Bonporti Rovereto nemzetközi kamarazene-versenyen
- 2001-ben a magdeburgi Telemann Wettbewerb harmadik díjasa
- 2019. Wagner Betty díj (Heves város)